# Kenyérpirító

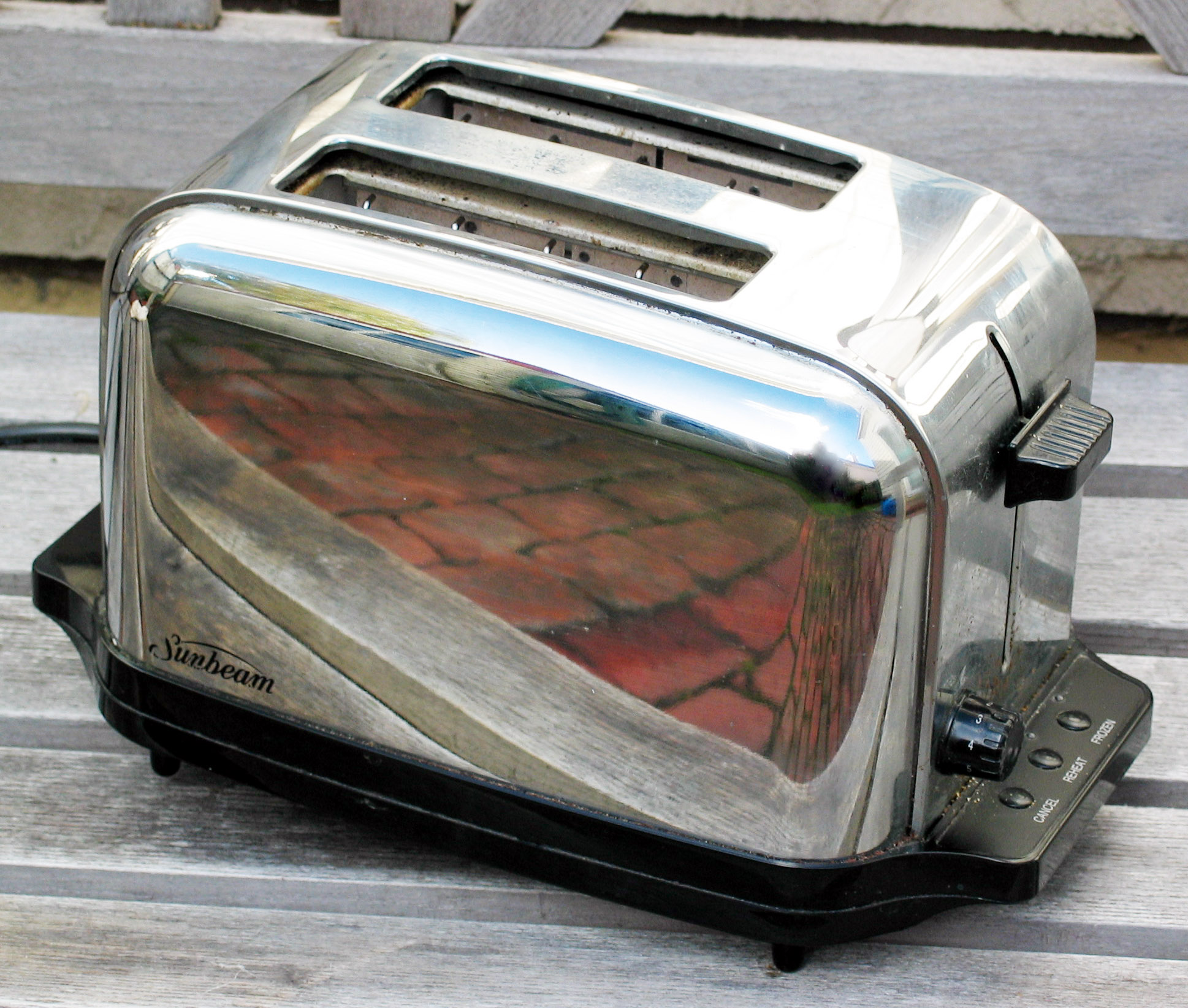
Modern kenyérpirító

A kenyérpirító elektromos háztartási készülék, melyet a szeletelt kenyér megpirítására használnak. A háztartásokban is ismert rekeszes pirító mellett ide tartoznak az erre a célra készített pirítós-sütők, és a vendéglátásban használt futószalagos, nagykonyhai pirítók.
Az elektromos kenyérpirítót már a 19. században feltalálták; mai kialakítását és funkcióját az 1920-as években kapta.

## Típusai, működése
A pirítók sugárzó hő segítségével melegítik fel és pirítják meg a kenyeret. A modern elektromos pirítók legtöbbje nikkel-króm ötvözetből készült fűtőszálakat használ; ezek nagy hőfelvevésre képesek, és nem rozsdásodnak.

### Rekeszes pirítók
Kettő, négy, vagy akár több függőleges rekesze van, melyekbe a kenyérszeleteket helyezik. A pirítási fokozatot egy időzítő vagy termosztát segítségével lehet beállítani. A készülék oldalán található kar lenyomásával a szeleteket tartó tálcák leereszkednek, és működésbe jönnek a fűtőszálak. Adott idő elteltével az áramellátás megszűnik, a tálcák pedig felugranak.
A burkolat készülhet műanyagból, fémből, inoxból, vagy nemesacélból. Egyes készülékek kivehető morzsatálcával rendelkeznek, ami megkönnyíti a tisztítást. A kenyérpirítóknak kiegészítő funkcióik is lehetnek, például felolvasztás, egyoldali pirítás (bagel), vagy újramelegítés. Teljesítményük jellemzően 800–1500 watt.

### Sütők
Az elektromos sütő drágább az egyszerű kenyérpirítónál; előnye, hogy a kenyeret vízszintes helyzetben pirítja (így a megkent, megrakott kenyeret, szendvicset is lehet pirítani), és egyéb ételek melegítésére, grillezésére is felhasználható.

### Szalagos pirítók
Az ipari, futószalagos kenyérpirítókat a vendéglátásban (éttermek, szállodák) használják, ahol rövid időn belül nagy mennyiségű, friss pirítóst kell felszolgálni. A kenyérszeleteket (vagy zsemléket, kifliket) egy futószalagra helyezik, mely fűtőelemek között halad át. Teljesítményük jellemzően 250–1800 szelet/óra.

## Története
A kenyeret már az ókorban is megpirították, hogy növeljék eltarthatóságát. A régi emberek nyílt tűz fölött pirították a kenyeret, villára tűzve vagy fémrácsra helyezve. A 19. század elején külön erre a célra kifejlesztett szerszámok is megjelentek.
Az első kereskedelmileg sikeres pirítót a General Electric készítette 1909-ben. Ezután egymást követték az újítások: 1913-ban olyan készüléket fejlesztettek ki, mely a kenyér mindkét oldalát megsütötte, 1919-ben megjelent az időzítéses, az 1920-as években pedig a maihoz hasonló rekeszes kenyérpirító.

## Képek

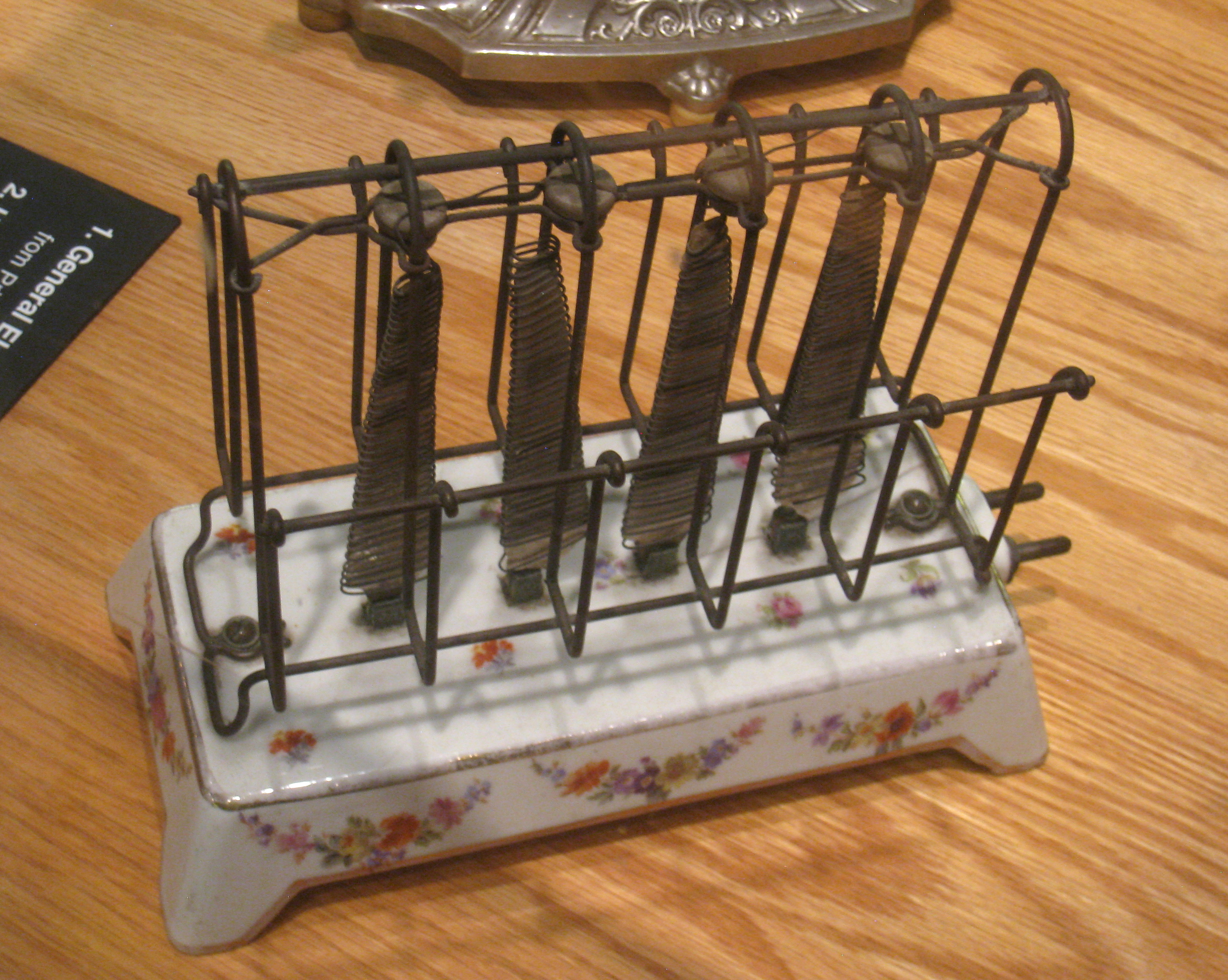
General Electric amerikai pirító, 1910-es évek
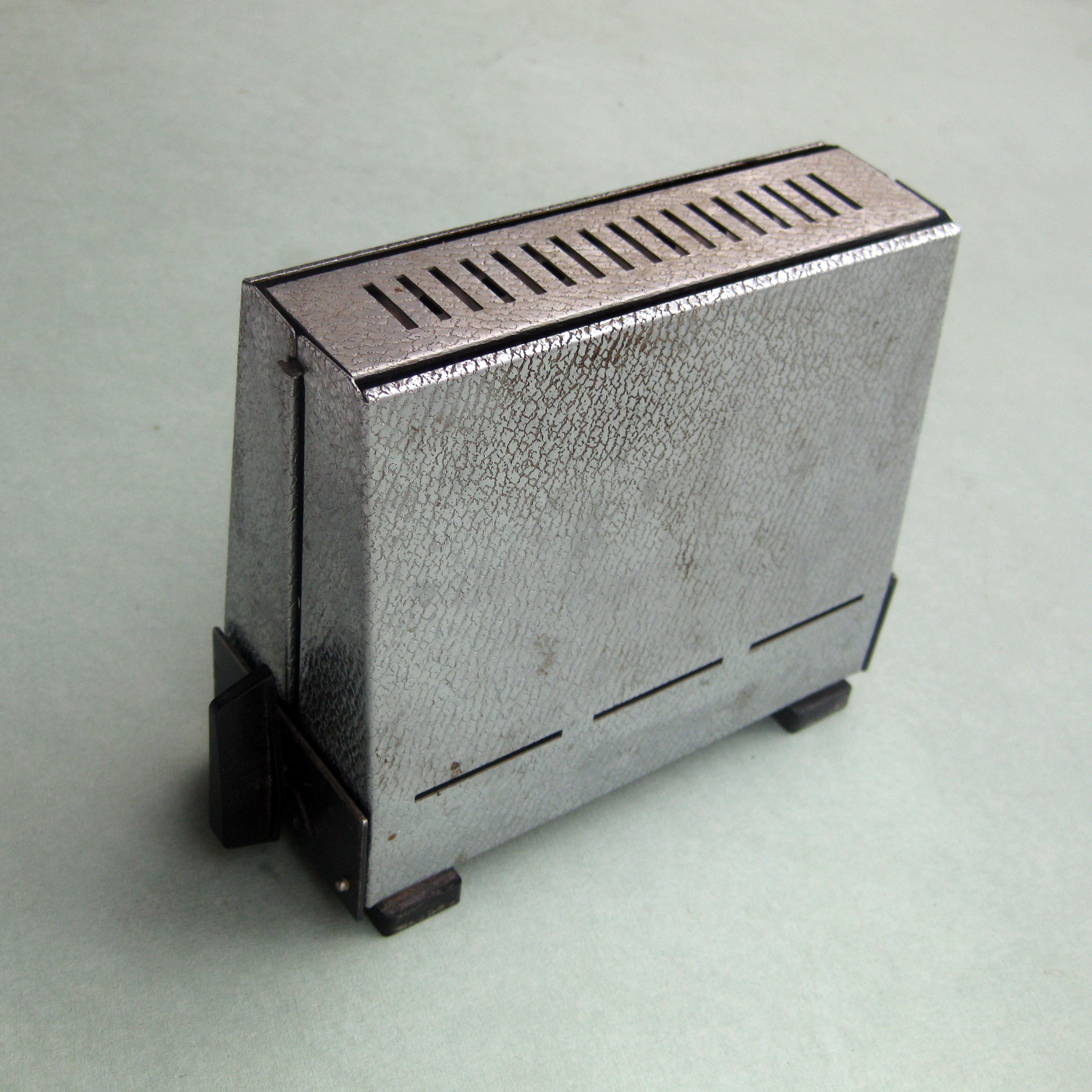
Hageka keletnémet pirító, 1970-es évek
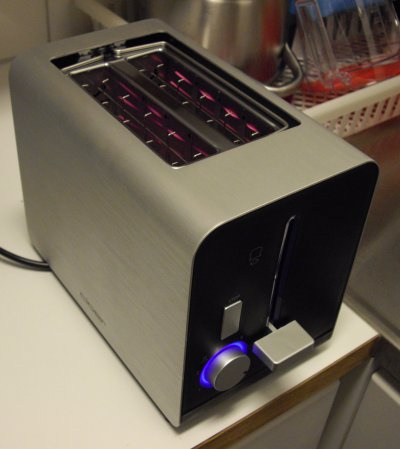
Modern, rekeszes pirító
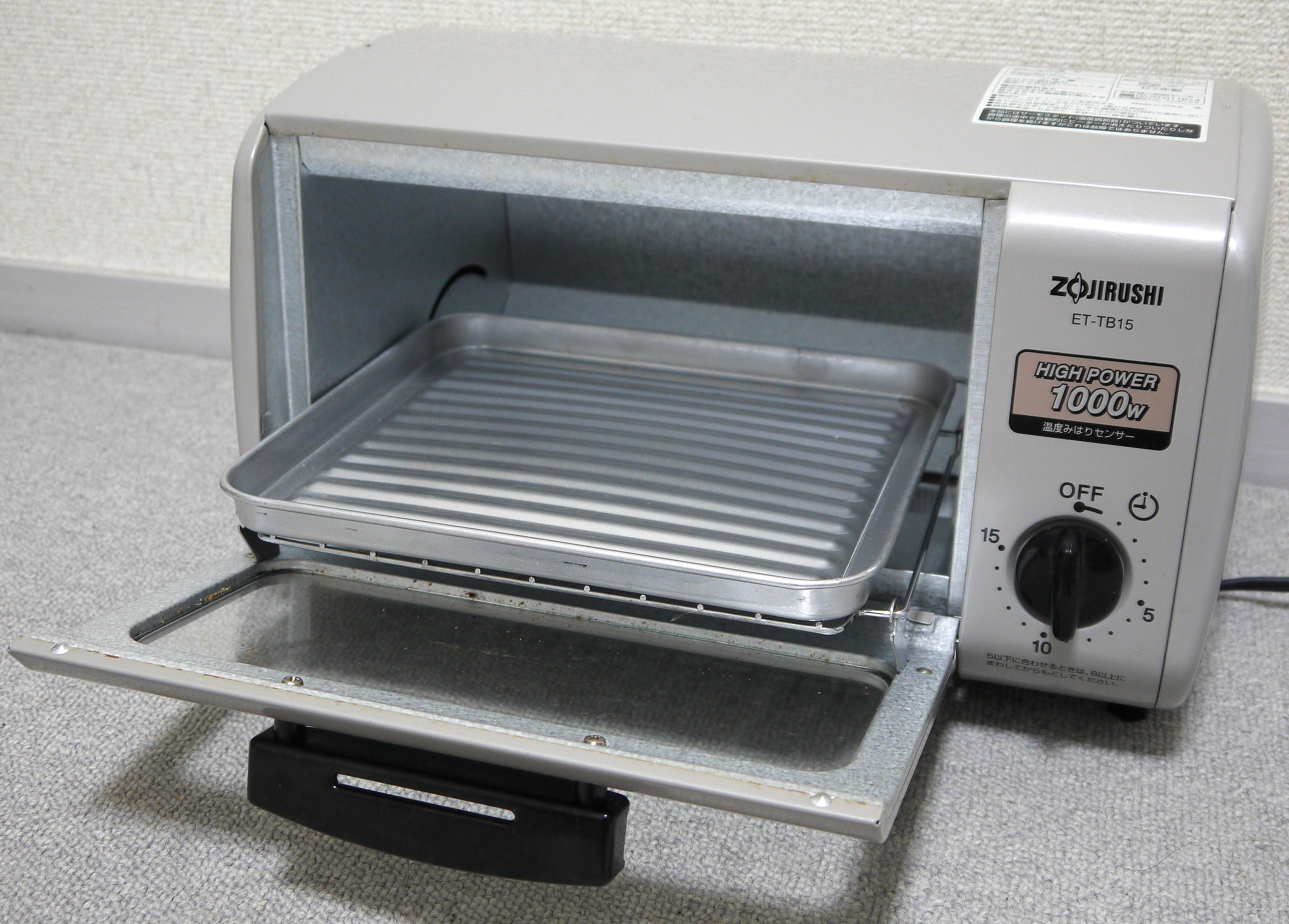
Pirítós-sütő
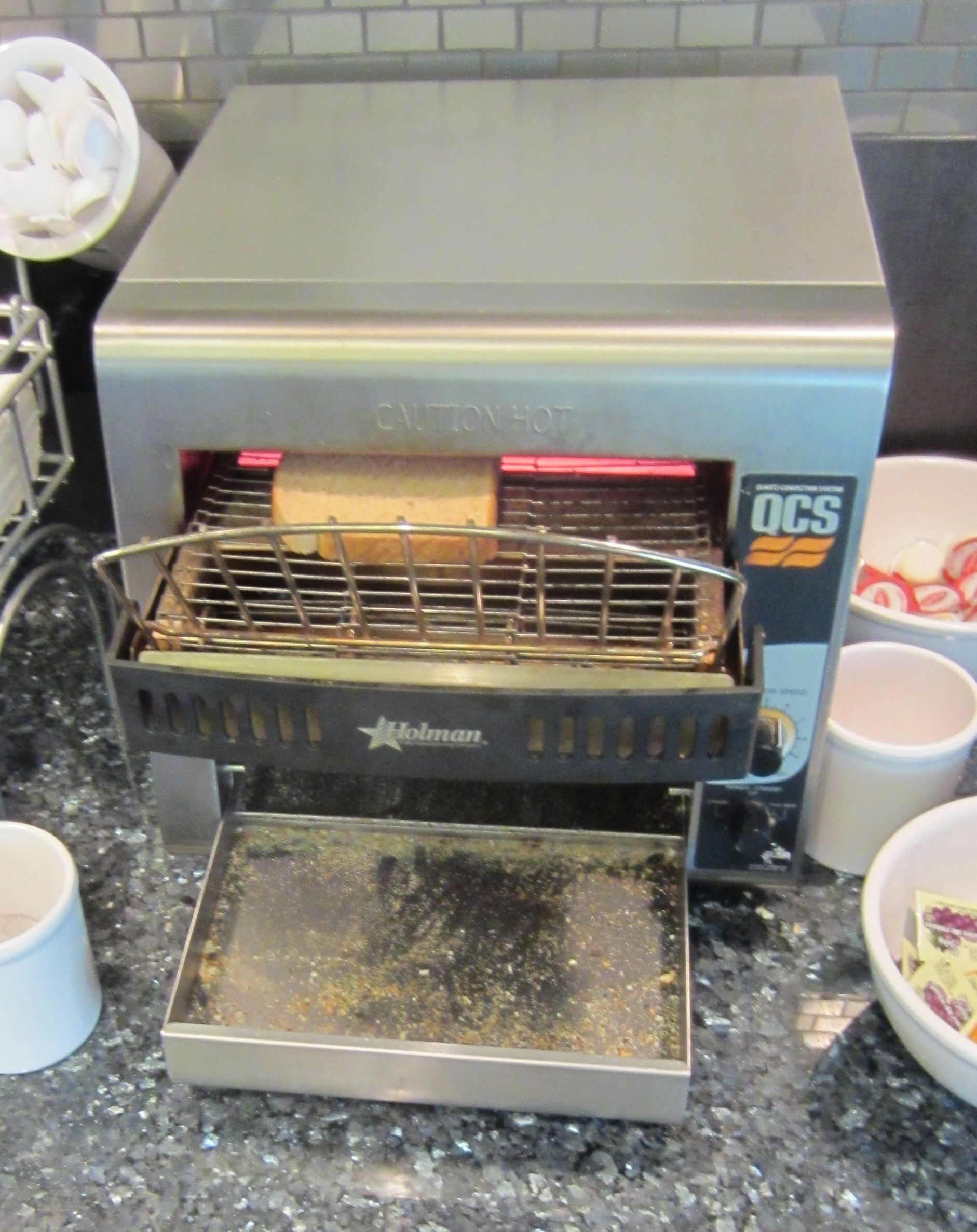
Szalagos, ipari pirító